# 平範国
平 範国（たいら の のりくに）は、平安時代中期の貴族。桓武平氏高棟流、武蔵守・平行義の子。官位は正四位下・伊予守。

## 経歴
文章生から、三条朝の長和4年（1015年）蔵人所雑色に補されると、後一条天皇の六位蔵人を経て、寛仁2年（1018年）頃には左衛門尉を務めている。寛仁5年（1021年）従五位下に叙爵したのち、三河権守・甲斐守と地方官を歴任した。
長元9年（1036年）3月に五位蔵人に補せられるが、同年4月に後一条天皇が崩御すると今度は新帝後朱雀天皇の五位蔵人に再任される（当時正五位下・右衛門権佐）。のち、後朱雀朝から後冷泉朝にかけて、美作守・伊予守などの地方官を歴任し、長暦2年（1038年）従四位下、長暦4年（1040年）正四位下と昇進している。
日記『範国記』があり、蔵人正五位下右衛門権佐を務めていた長元9年（1036年）4月から12月にかけての記事が現存する。

## 官歴
- 時期不詳：文章生
- 長和4年（1015年） 正月12日：蔵人所雑色[1]
- 長和5年（1016年） 11月25日：六位蔵人[1]
- 寛仁2年（1018年） 11月22日：見左衛門尉[2]
- 寛仁5年（1021年） 日付不詳：従五位下?[3]
- 治安2年（1022年） 7月14日見：三河権守[4]
- 長元4年（1031年） 9月21日：見前甲斐守[5]
- 時期不詳：正五位下。右衛門権佐
- 長元9年（1036年） 3月3日：五位蔵人（後一条天皇）[3]。4月17日：去蔵人（帝崩御）[3]。4月19日：五位蔵人（後朱雀天皇）[3]
- 長暦元年（1037年） 11月5日：止権佐?[6]
- 長暦2年（1038年） 正月7日：従四位下[3]。11月22日：見美作守[7]
- 長暦4年（1040年） 正月25日：正四位下（治国）[7]
- 永承元年（1046年） 8月17日：見伊予守[8]

## 系譜
- 父：平行義
- 母：致明の娘 - 源致明か
- 妻：源章任の娘
  - 男子：平経方
- 生母不明の子女
  - 男子：平経章（?-1077）
  - 女子：藤原良基室